# Roeien op de Olympische Zomerspelen 1920
Roeien is een van de sporten die beoefend werden tijdens de Olympische Zomerspelen 1920 in Antwerpen.

## Heren

### Skiff
| rang   | sporter                     | land | tijd   |
| ------ | --------------------------- | ---- | ------ |
| Goud   | John Brendan Kelly          | USA  | 7:35.0 |
| Zilver | Jack Beresford              | GBR  | 7:36.0 |
| Brons  | D. Clarence Hadfield d'Arcy | NZL  |        |
| 4      | Frits Eijken                | NED  |        |

### Dubbel-twee
| rang   | sporters                         | land | tijd   |
| ------ | -------------------------------- | ---- | ------ |
| Goud   | John Brendan Kelly Paul Costello | USA  | 7:09.0 |
| Zilver | Erminio Dones Pietro Annoni      | ITA  | 7:19.0 |
| Brons  | Alfred Plé Gaston Giran          | FRA  | 7:21.0 |

### Twee-met-stuurman
| rang   | sporters                                                   | land | tijd   |
| ------ | ---------------------------------------------------------- | ---- | ------ |
| Goud   | Ercole Olgeni Giovanni Scatturin Guido de Filip (stuurman) | ITA  | 7:56.0 |
| Zilver | Gabriel Poix Maurice Bouton Ernest Barberolle (stuurman)   | FRA  | 7:57.0 |
| Brons  | Edouard Candeveau Alfred Felber Paul Piaget (stuurman)     | SUI  |        |

### Vier-met-stuurman
| rang   | sporters                                                                                     | land | tijd   |
| ------ | -------------------------------------------------------------------------------------------- | ---- | ------ |
| Goud   | Willy Brüderlin Max Rudolf Paul Rudolf Hans Walter Paul Staub (stuurman)                     | SUI  | 6:54.0 |
| Zilver | Kenneth Myers Carl Otto Klose Franz Federschmidt Erich Federschmidt Sherman Clark (stuurman) | USA  | 6:58.0 |
| Brons  | Birger Var Theodor Klem Henry Larsen Per Gulbrandsen Thoralf Hagen (stuurman)                | NOR  |        |

### Acht
| rang   | sporters | land | tijd   |
| ------ | --- | ---- | ------ |
| Goud   | Virgil Jacomini Edwin Graves William Jordan Edward Moore Alden Sanborn Donald Johnston Vincent Gallagher Clyde King Sherman Clark (stuurman)          | USA  | 6:05.0 |
| Zilver | Ewart Horsfall Guy Nickalls Richard Lucas Walter James John Campbell Sebastian Earl Ralph Shove Sidney Swann Robin Johnstone (stuurman)               | GBR  | 6:05.8 |
| Brons  | Theodor Nag Conrad Olsen Adolf Nilsen Haakon Ellingsen Thore Michelsen Arne Mortensen Karl Nag Tollef Tollefsen Thoralf Hagen (stuurman)              | NOR  |        |
| 4      | Albert Diebold Charles Hahn Frédéric Grossmann Robert Fleig Henri Barbenès Frédéric Fleig Charles Schlewer Emile Ruhlmann Emile Barberolle (stuurman) | FRA  |        |

## Medaillespiegel
| rang   | land             | goud | zilver | brons | totaal |
| ------ | ---------------- | ---- | ------ | ----- | ------ |
| 1      | Verenigde Staten | 3    | 1      | 0     | 4      |
| 2      | Italië           | 1    | 1      | 0     | 2      |
| 3      | Zwitserland      | 1    | 0      | 1     | 2      |
| 4      | Groot-Brittannië | 0    | 2      | 0     | 2      |
| 5      | Frankrijk        | 0    | 1      | 1     | 2      |
| 6      | Noorwegen        | 0    | 0      | 2     | 2      |
| 7      | Nieuw-Zeeland    | 0    | 0      | 1     | 1      |
| totaal | totaal           | 5    | 5      | 5     | 15     |